# Praça Campo de Bagatelle
A Praça Campo de Bagatelle é um espaço público localizado no distrito de Santana, zona norte da cidade de São Paulo.

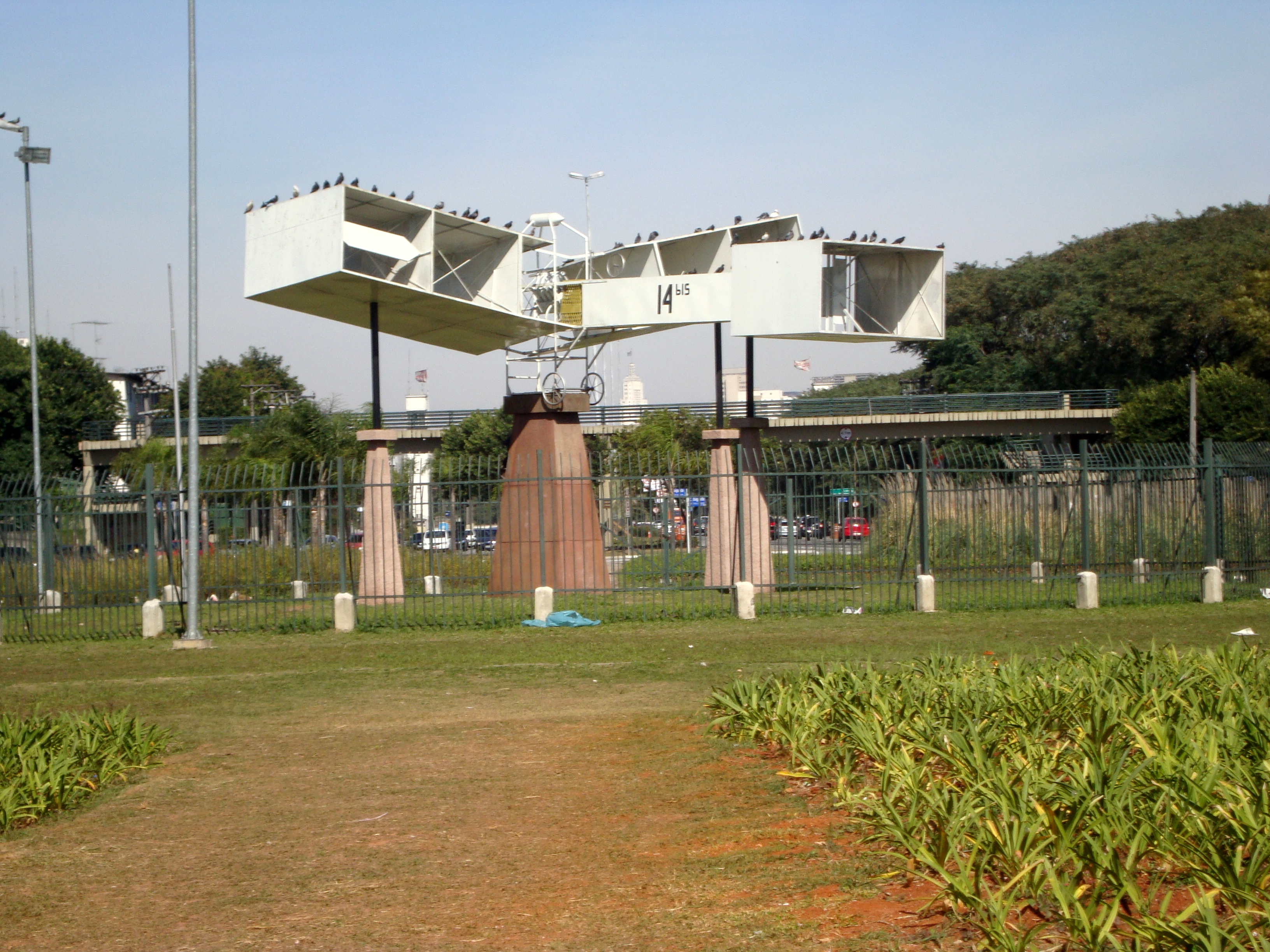
Réplica do 14-bis

Nela está localizada a réplica da aeronave de Santos Dumont, o 14-bis além de uma intensa arborização.
Foi denominada através do Decreto nº 11.118 de 05/07/1974, em homenagem ao brasileiro Santos Dumont, o pai da aviação, pois o mesmo voou com o 14 Bis sobre o Campo de Bagatelle, em Paris, em 1906.
Diversos eventos são realizados em seu entorno, como a Marcha para Jesus. Tem também sido palco de comemorações de títulos dos clubes de futebol da capital paulistana.